# Skolepatrulje
En skolepatrulje er betegnelsen for skoleelever, der har til opgave at hjælpe skolens øvrige elever sikkert gennem trafikken om morgenen. Eleverne er ofte ældre elever. Skolepatruljerne placeres oftest ved veje eller fodgængerovergange tæt på skolerne. Der findes skolepatruljer ved ca. hver anden danske folkeskole[kilde mangler]. 
I Danmark blev skolepatruljer anvendt første gang i 1949 på Sundpark Skole på Amager efter inspiration fra USA.